# Southern Cross University
Southern Cross University (Uniwersytet Krzyża Południa) – australijska państwowa uczelnia wyższa z siedzibą w Lismore i mniejszymi kampusami w Coffs Harbour oraz Tweed Heads. Powstała w 1994 w wyniku usamodzielnienia się części ośrodków zamiejscowych University of New England. Uczelnia kształci ok. 18 tysięcy studentów, w tym ok. 14 400 na studiach licencjackich. 

## Struktura
Uniwersytet dzieli się na dwa wydziały oraz dziesięć szkół i kolegiów:
- Wydział Sztuk i Nauk
  - Szkoła Sztuk i Nauk Społecznych
  - Szkoła Edukacji
  - Szkoła Nauk Przyrodniczych i Zarządzania
  - Kolegium Australijskich Ludów Rdzennych
  - Szkoła Nauk o Zdrowiu i Człowieku
- Wydział Biznesu i Prawa
  - Szkoła Przedsiębiorczości i Zarządzania
  - Szkoła Turystyki i Hotelarstwa
  - Szkoła Prawa i Sprawiedliwości
  - Podyplomowe Kolegium Zarządzania
  - Szkoła Hotelarska w Sydney